# Johannes Sturm

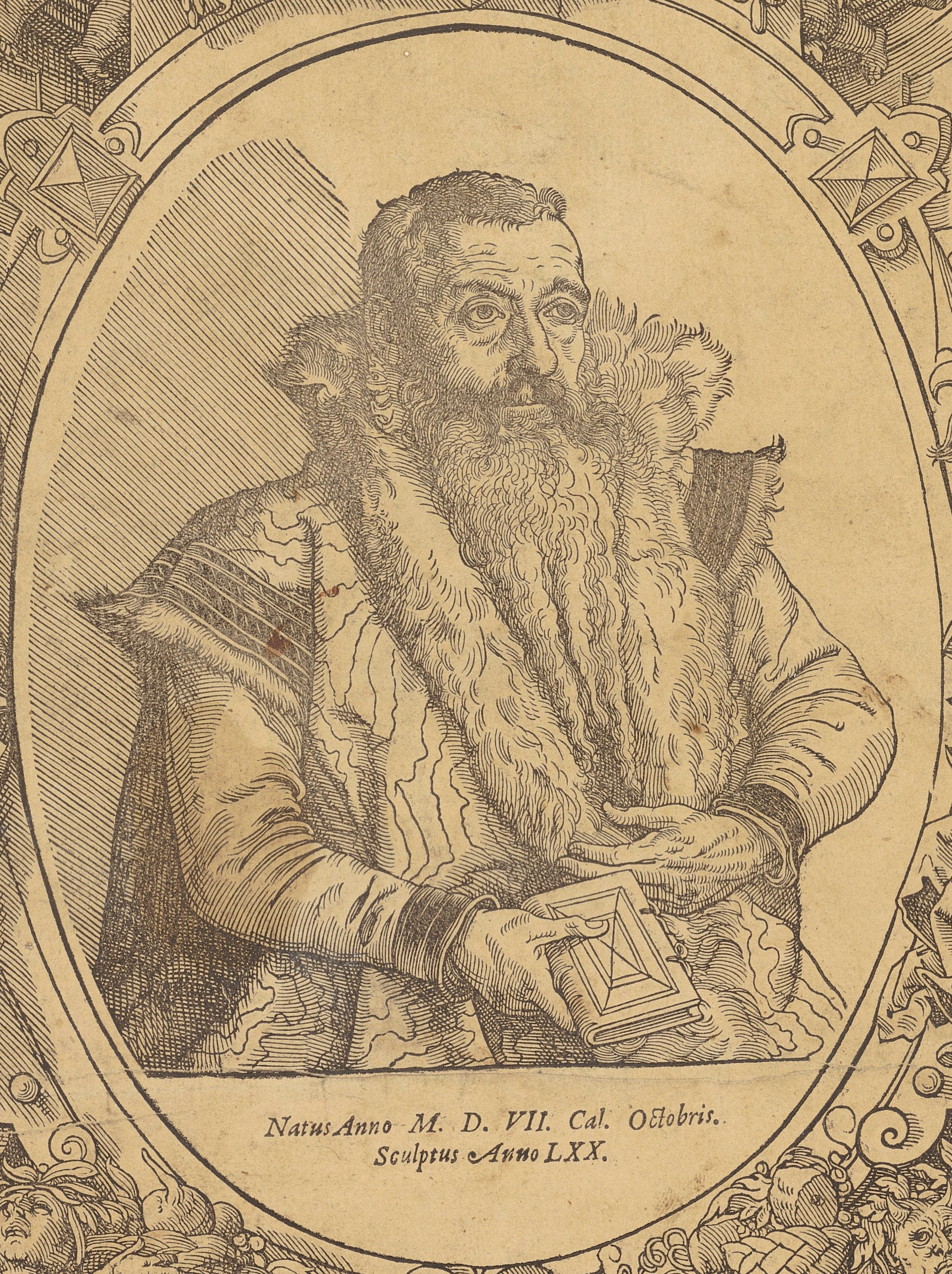
Tobias Stimmer: Porträt von Johannes Sturm, Ausschnitt (ETH Zürich)

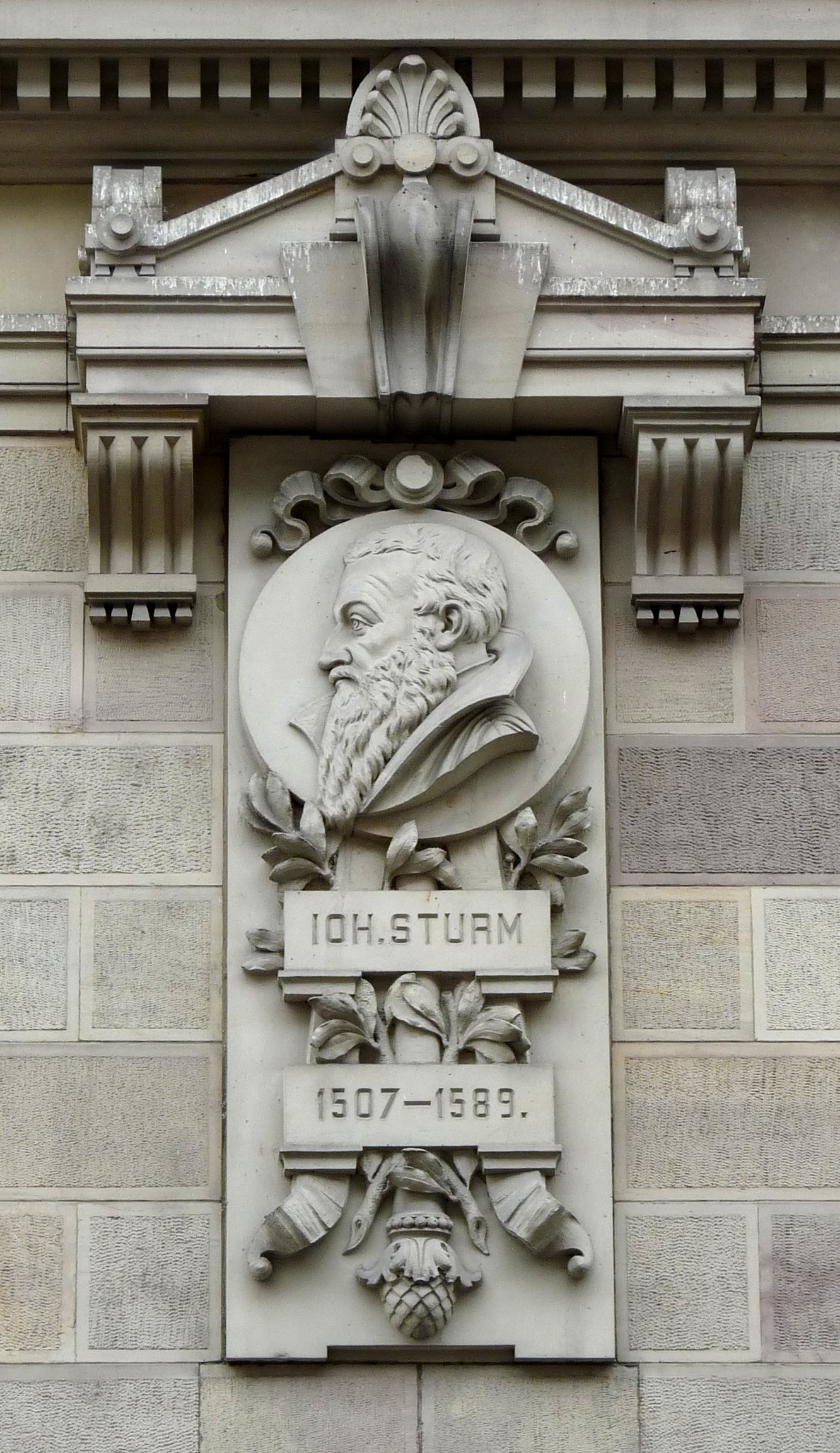
Johannes Sturm (Relief) am ehemaligen Landtag/heute Nationaltheater Straßburg

Johannes Sturm, latinisiert Johannes Sturmius, französisch Jean Sturm, auch Johann Sturm (* 1. Oktober 1507 in Schleiden, damals in der luxemburgischen Eifel; † 3. März 1589 in Straßburg, Elsass) war ein luxemburgischer Humanist, Philologe, Pädagoge und Schulreformer. Er hat das europäische Bildungssystem wesentlich beeinflusst.

## Leben
Johannes Sturm, Sohn eines Rentmeisters der Grafen von Manderscheid, besuchte von 1521 bis 1524 die Hieronymitenschule der Brüder vom gemeinsamen Leben in Lüttich und studierte anschließend an der Universität von Löwen. Er setzte sich während seiner Studien mit dem Werk des Erasmus von Rotterdam auseinander. In Löwen gründete er mit einem Gräzisten eine Druckerei, in der er hauptsächlich griechische Klassiker herausbrachte. 1529 erhielt er einen Ruf als Professor klassischer Sprachen und Logik am Collège Royal in Paris. Sturm galt als Vertreter der pädagogischen Ideen Philipp Melanchthons und die theologischen Lehren der Reformation, denen er sich anschloss, ohne in der Folgezeit einer Richtung dogmatisch anzuhängen.
1537 wurde er von Jakob Sturm von Sturmeck (der nicht mit ihm verwandt war) und dem Straßburger Reformator Martin Bucer nach Straßburg berufen, wo er im folgenden Jahr neben dem bereits bestehenden Theologenkonvikt und Pädagogium ein Gymnasium gründete, die Schola Argentoratensis (Straßburger Schule) – das heutige Jean-Sturm-Gymnasium (Gymnase Jean Sturm) – und deren erster Rektor wurde. Im selben Jahr ließ sich der seinerzeit wegen seiner Übersetzungen der Schriften griechischer Ärzte (Galenos u. a.) berühmte protestantische Philologe, Arzt und Anatom Johann Winter von Andernach nieder, den Sturm als Griechischlehrer an seinem neu gegründeten Gymnasium verpflichtete. Die Neuordnung des Schulwesens in Straßburg sowie Lehrplan, -methode und -ziel hatte er in seiner Schrift De litterarum ludis recte aperiendis liber veröffentlicht. Die für damalige Verhältnisse pädagogisch fortschrittliche Schule bot später Vorlesungen in Dialektik, Rhetorik, Theologie, Philosophie, Recht und Medizin an. 1566 erhielt sie von Kaiser Maximilian II. das Akademieprivileg, konnte somit u. a. Promotionen erteilen. Zu Sturms Schülern gehörte Martin Crusius und Johann Ludwig Havenreuter.
Dieses wurde sehr rasch europaweit zu einem Vorbild humanistischer Schulgestaltung. Sturm fasste seine Vorstellungen vor allem in der Schrift Scholae Lauinganae („Lauingische Schulen“, 1565) zusammen. Von Karl V. wurde er geadelt.
Der Calvinist Sturm wurde 1582 nach Vermittlungsversuchen zwischen französischen Hugenotten und den deutschen Protestanten, insbesondere von seinem Straßburger Professorenkollegen Johannes Marbach, aber auch von Johannes Pappus, Lucas Osiander und Jakob Andreae bekämpft und schließlich als Rektor der Akademie vom Straßburger Rat abgesetzt.

## Schriften (Auswahl)
- De literarum ludis recte aperiendis (deutsch: Von der spielerischen Aneignung der Buchstaben), 1538, auch 1543 und 1557
- Partitionum dialecticarum libri II priores, 1539 (liber III., 1543; liber IV., 1548, auch 1571 und 1592)
- De amissa et recuperanda dicendi ratione (deutsch: Vom verlorenen und wiedererlangten Sprechen), 1539
- De amissa dicendi ratione, et quomodo ea recuperanda sit (deutsch: Vom verlorenen Sprechen, und auf welche Art es wiederhergestellt wird), libri duo, Straßburg o. J.
- Ausgabe des Cicero, 1540 ff. (eine andere nach Naugerius und Victorius in 9 Bdn. 1557)
- Prolegomena (Praefationes) (deutsch: Vorwort (Einführung)), 1541
- De nobilitate literata (deutsch: Vom literarischen Adel), 1549
- Leges scholae lauinganae (deutsch: Rechtsschule in Lauingen), 1565
- Epistolae academicae (deutsch: Akademischer Brief), 1569
- De formis orationis (deutsch: Von den Sprachformen), 1571
- De imitatione oratoria (deutsch: Von den nachäffenden Rednern), 1574
- De exercitationibus rhetoricis (deutsch: Von der rhetorischen Praxis), 1575
- De universa ratione Elocutionis Rhetoricae, libri IV, 1576
- Platonis Gorgias aut de rhetorica, Straßburg 1541 (darin De ratione interrogandi atque collocandi dialectica ad Iacobum Bonerum); daneben Kommentare zur Rhetorik des Cicero, Aristoteles, Hermogenes u. a.